# Rossens, Vaud
Rossens es un pueblo en el Distrito de Broye-Vully en el Cantón de Vaud en Suiza. Anteriormente era un municipio independiente, pero perdió este estatus cuando el 1 de julio de 2006, junto con Sédeilles, se fusionó con Villarzel.
- Datos: Q580300